# Roumazières-Loubert
Roumazières-Loubert (Romasieras-Loberc en limousin, dialecte occitan) est une ancienne commune du Sud-Ouest de la France, située dans le département de la Charente (région Nouvelle-Aquitaine). Depuis le 1er janvier 2019, elle est une commune déléguée de Terres-de-Haute-Charente.
Ville d'industrie tuilière depuis le XIXe siècle, elle héberge le plus grand centre de production d'Europe. 
Ses habitants sont les Roumaziérois et les Roumaziéroises.

## Géographie

### Localisation et accès

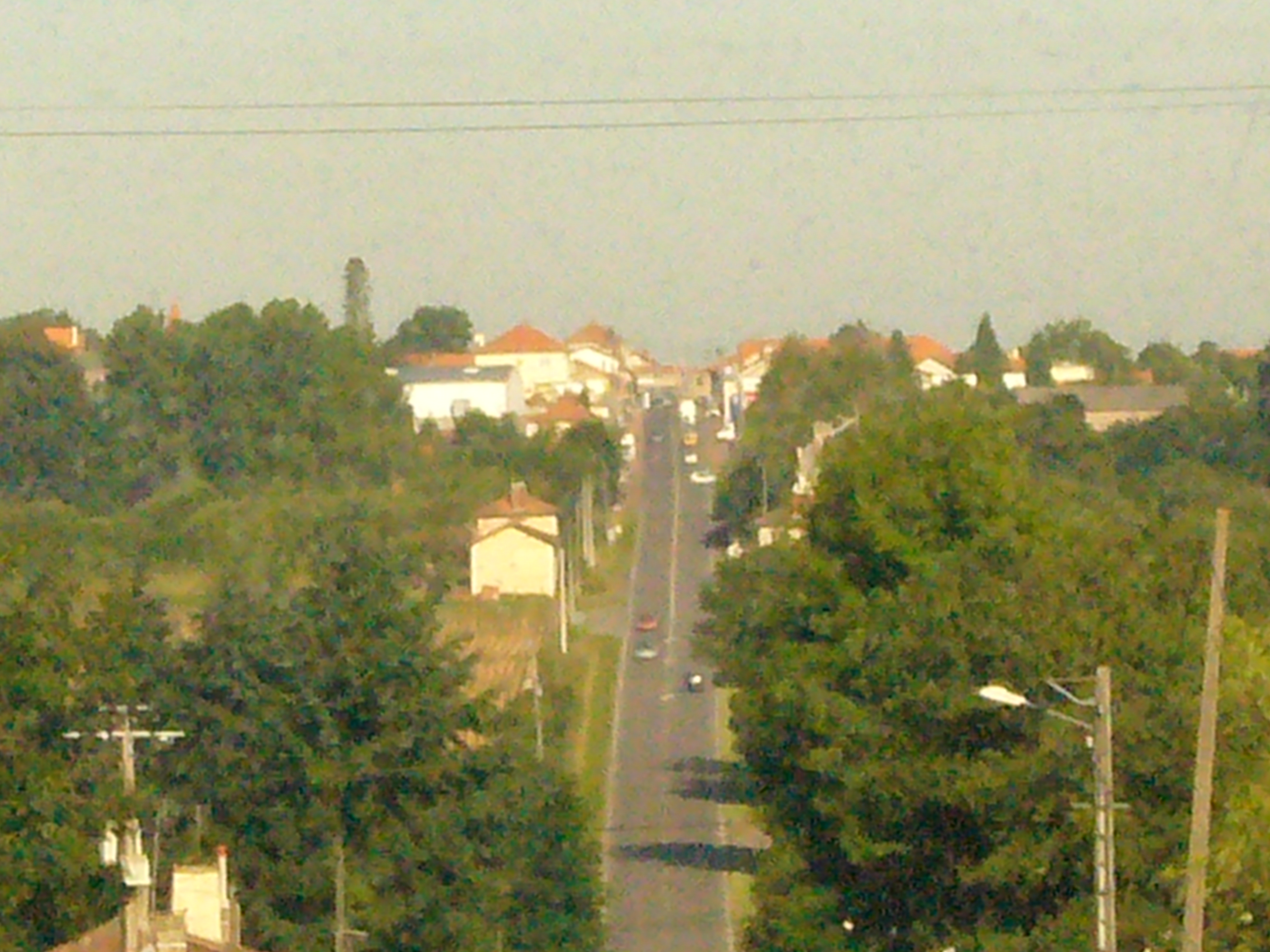
La N 141.

Roumazières-Loubert est une commune de la Charente limousine située sur la route nationale 141 à 43 km au nord-est d'Angoulême et à 53 km à l'ouest de Limoges.
Elle appartient au canton de Saint-Claud, et se trouve à 9 km à l'est de Saint-Claud, 13 km au nord-est de Chasseneuil, 11 km à l'ouest de Chabanais, 13 km au nord de Montembœuf, 16 km au sud-ouest de Confolens.

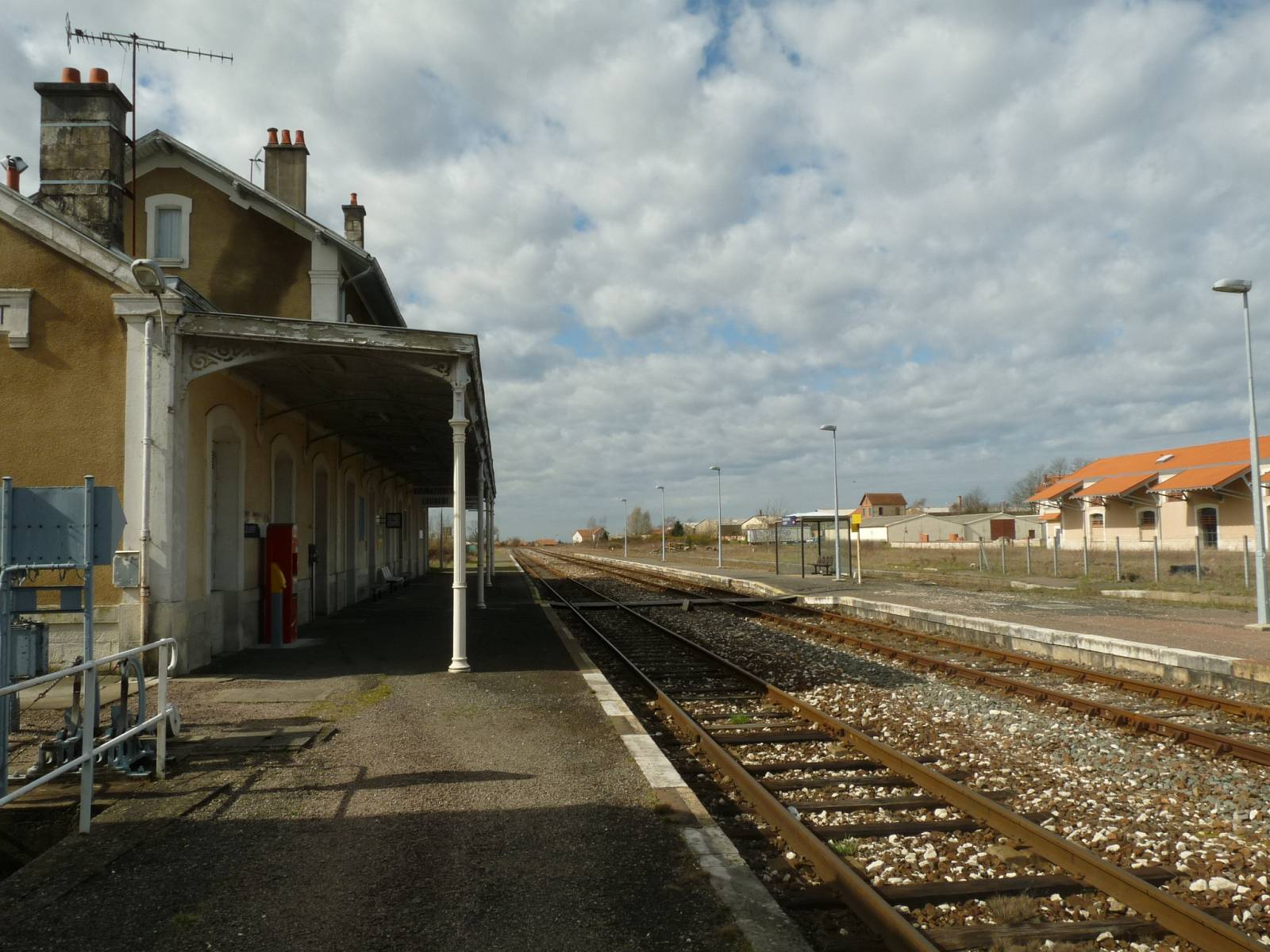
La gare et la voie ferrée.

La commune est aussi desservie par la voie ferrée Angoulême-Limoges où elle possède une gare, ce qui a donné naissance dès sa construction en 1875, avec l'argile, aux tuileries et briqueteries. Elle était aussi à un carrefour ferroviaire avant l'abandon de la ligne vers Confolens, de celle vers Ruffec qui passait à Saint-Claud et Champagne-Mouton, et de la ligne à voie métrique vers Angoulême par Montbron. La voie de Roumazières à Confolens est actuellement aménagée pour le tourisme en vélo-rail et passe sur un magnifique viaduc au-dessus de la Charente.
En plus de la N 141, l'extrémité nord de la commune est traversée par la D 951, route d'Angoulême à Confolens et Guéret et route Centre-Europe Atlantique. La commune est aussi à un carrefour de routes départementales de moindre importance, comme les D 161, D 60, D 169, D 172, D 166, D 369, D 346.
À signaler aussi le GR 48, sentier de grande randonnée qui longe grossièrement la Vienne, qui passe dans la commune.

### Quartiers et hameaux

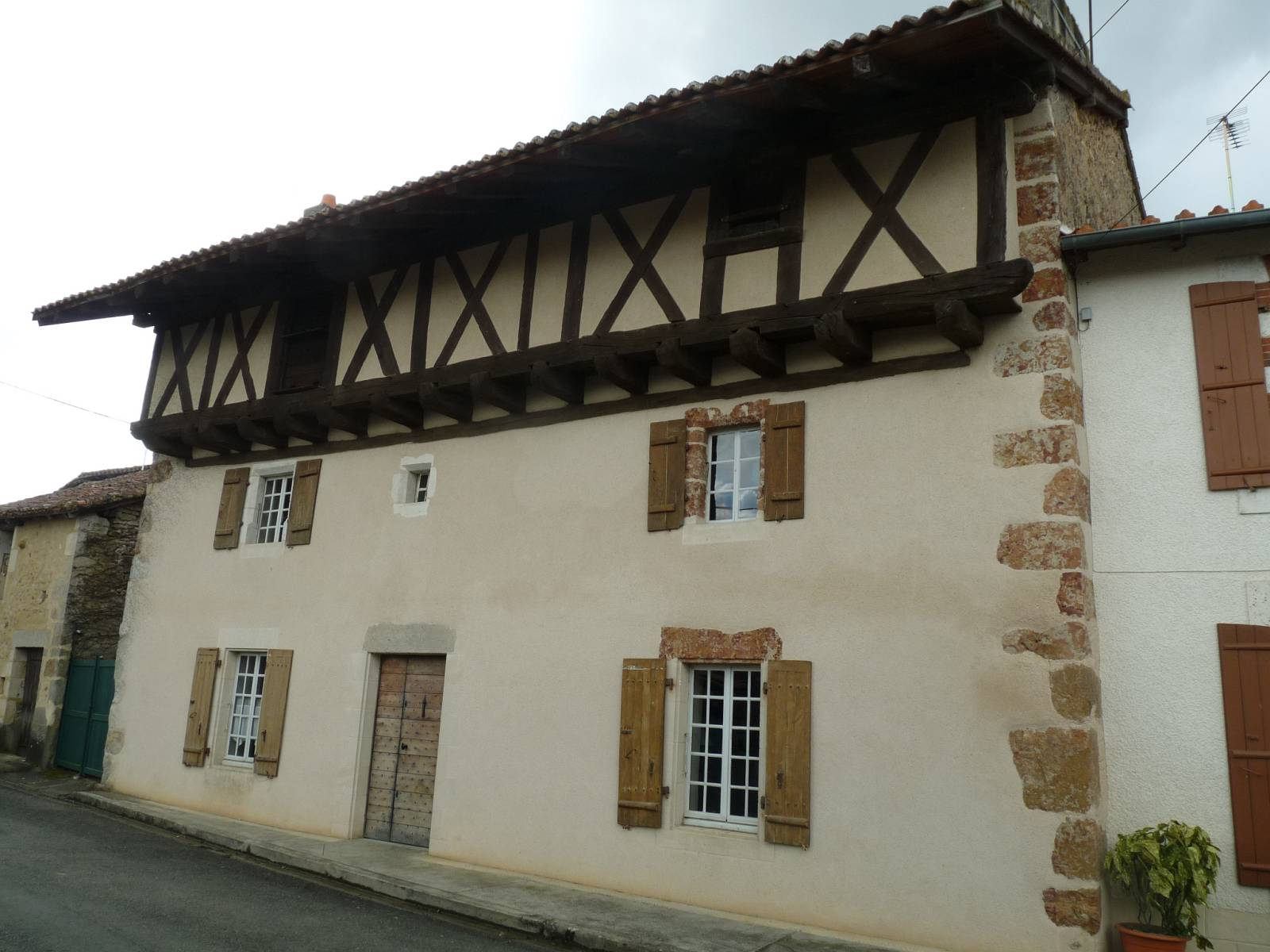
Maison à Chantrezac

C'est une très vaste commune, car elle résulte de l'association de cinq communes, en 1971. On trouve ainsi les villages de Loubert, Laplaud, le Petit Madieu, Roumazières et Chantrezac. Roumazières, Loubert et le Petit Madieu forment une seule agglomération, avec Roumazières au sud de la voie ferrée, et Loubert-Madieu au nord. Le vieux village de Roumazières est à 500 m au sud de la route nationale.
La commune comprend aussi de nombreux hameaux, comme le Pont Sigoulant à l'est de Roumazières près de la Charente; de nombreux quartiers composent l'agglomération même : l'Affit, Chante-Grive, la Vergne, la Dauge, les Roberties, les Quatre Vents, la Pièce de l'Étang, les Renaudies, les Fosses Rouges, ainsi que Roumazières au sud, le Petit Madieu au nord. Les autres hameaux, en plus des villages de Loubert, Chantrezac et Laplaud, sont la Chapelle, le Bois Moreau, le Cluzeau, la Vergne Noire et les Trois Chênes sur la D 951, Villars, Saint-Martial, les Tessonnières, etc.

### Communes limitrophes
| Saint-Laurent-de-Céris | Ambernac                              | Manot                                |
| Saint-Claud            | Roumazières-Loubert                   | La Péruse (Terres-de-Haute-Charente) |
| Nieuil                 | Genouillac (Terres-de-Haute-Charente) | Suris (Terres-de-Haute-Charente)     |

### Géologie et relief
Géologiquement, une partie de la commune est dans la bordure occidentale du Massif central, au sud-est d'une ligne Loubert, Pont-Sigoulant, base de loisirs, qui comprend la vallée de la Charente. On y trouve du gneiss. La partie ouest est un plateau, bordure orientale du Bassin aquitain, couvert d'un sol tertiaire composé de brèche et d'argile rouge. Dans la vallée de la Charente, à Chantrezac et en aval, on trouve les premiers calcaires (marnes et calcaires argileux du Toarcien à Aalénien). À l'est de la vallée de la Charente, on trouve des arènes sablo-argileuses. La vallée de la Charente est occupée par des alluvions du quaternaire,,
.
C'est d'ailleurs cette argile qui a donné son nom à la commune, qui signifie masures rouges.
L'altitude de la commune est comprise entre 155 m, en limite nord de la commune sur la Charente en aval de Chantrezac, et 245 m au sud au Bois d'Avall, en limite avec Genouillac. L'altitude moyenne près de Roumazières et de 210 m.

### Hydrographie

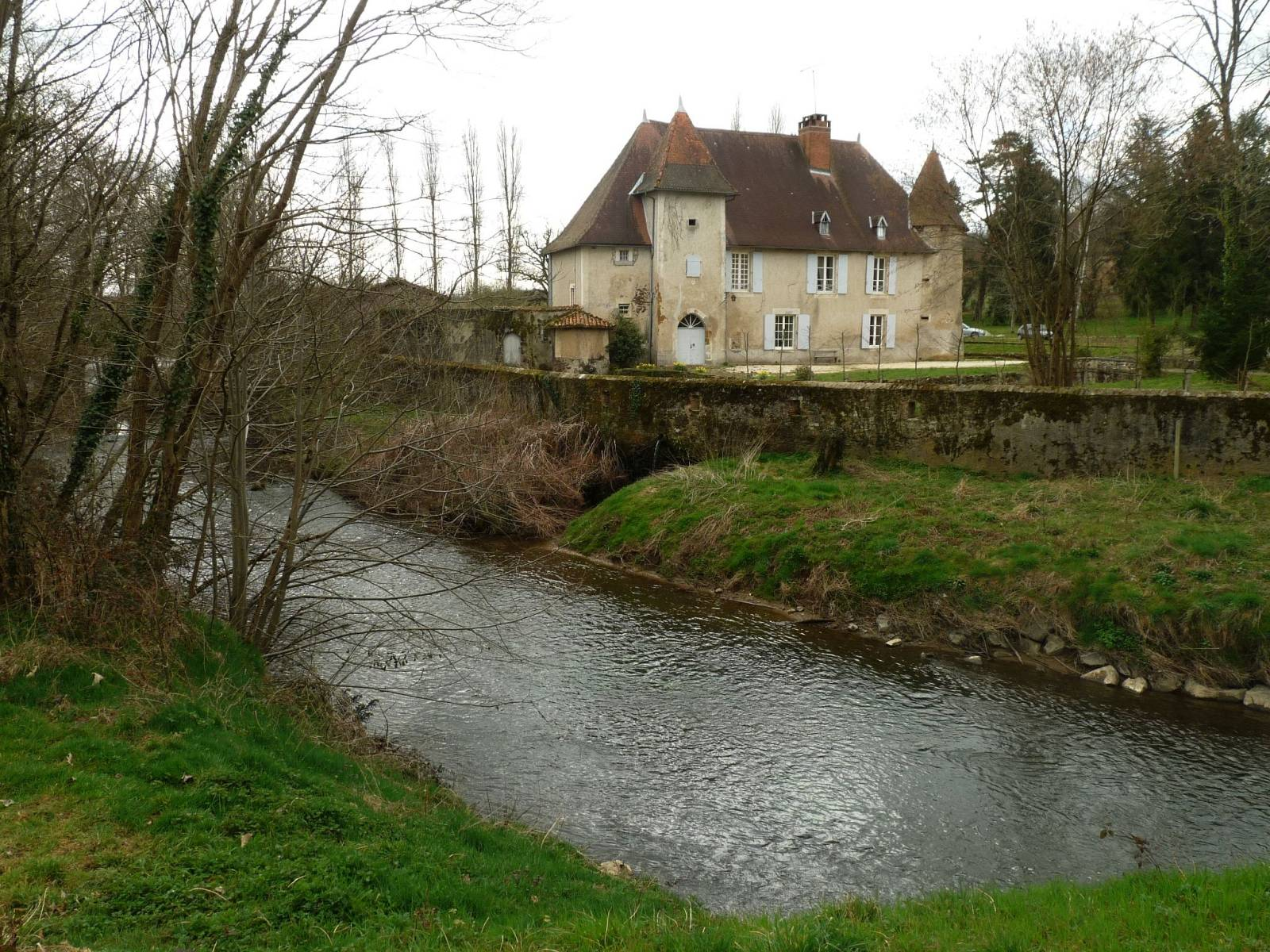
La Charente devant le château de Chambes

La Charente traverse la commune après avoir fait la limite au sud-est avec  La Péruse. Elle coule vers le nord, passe au Pont Sigoulant où elle traverse la N 141, à Laplaud, Loubert, Chantrezac, puis au Pont du Cluzeau où elle traverse au nord la D 951 puis quitte la commune.
La Bonnieure prend sa source dans la commune, et le Son, mais ces deux rivières ne se jettent pas dans la Charente tout-de-suite mais coulent vers l'ouest.

### Climat
Le climat est océanique dégradé. C'est celui de la Charente limousine, plus humide et plus frais que celui du reste du département.

### Végétation
La commune est assez boisée et les bois occupent plus de la moitié de sa surface. Le reste est occupé par des prés où il se fait de l'élevage, principalement de la vache limousine, à robe rouge. Il y a très peu d'agriculture.

## Toponymie
Une forme ancienne est Rubeis Maceriis (non datée, Moyen Âge), qu'on peut comparer avec Rubras Macherias, une forme ancienne de Romazières (Charente-Maritime).
Le nom de Roumazières est vraisemblablement issu du latin rubeus, rouge, et maceriae, ruines ou masures, ce qui signifierait « masures rouges »,,. Le matériau de construction environnant semble expliquer le toponyme.

### Langues
La commune est dans la partie occitane de la Charente qui en occupe le tiers oriental, et le dialecte est limousin. 
Elle se nomme Romasieras-Loberc en occitan, Romasieras e Loberc selon les règles d’écriture.

## Histoire

### Antiquité
C'est sur un site protohistorique qu'a été construit le château de Peyras.
Près de la Boulonie, un retranchement porte le nom de Camp de César. Et près de la Juricie, un autre retranchement circulaire est appelé Camp du Petit Madieu.
Un chemin ancien, peut-être d'origine protohistorique, traversait la commune d'est en ouest, et on en retrouve des vestiges près de Villars et de Chantrezac.
Tous ces vestiges peuvent toutefois dater de l'époque médiévale.

### Moyen Âge et Ancien Régime
Près du bourg de Loubert, les vestiges d'une tour médiévale recouvraient peut-être les fondations d'une pile antique. Loubert possède la motte castrale la mieux conservée de Charente. Le château y a été édifié entre 1050 et 1100. La terre féodale de Loubert a appartenu aux Barbarin de Chambes de 1630 à sa vente à la Révolution comme bien national.
La commanderie du Petit Mas-Dieu, d'origine templière, faisait partie de la commanderie de l'ordre de Saint-Jean de Jérusalem, qui avait son siège au Grand Mas-Dieu.
La seigneurie de Roumazières est attestée à partir du milieu du XVe siècle date à laquelle le château a été reconstruit, preuve qu'elle est plus ancienne.
Des foires importantes avaient lieu au Pont Sigoulant, en particulier les 19 septembre, 26 octobre et 26 novembre. Ce hameau faisant la limite naturelle entre Angoumois et Limousin était le lieu d'importantes transactions sur les bestiaux, non seulement des vaches limousines mais aussi de Salers.

### Époque contemporaine

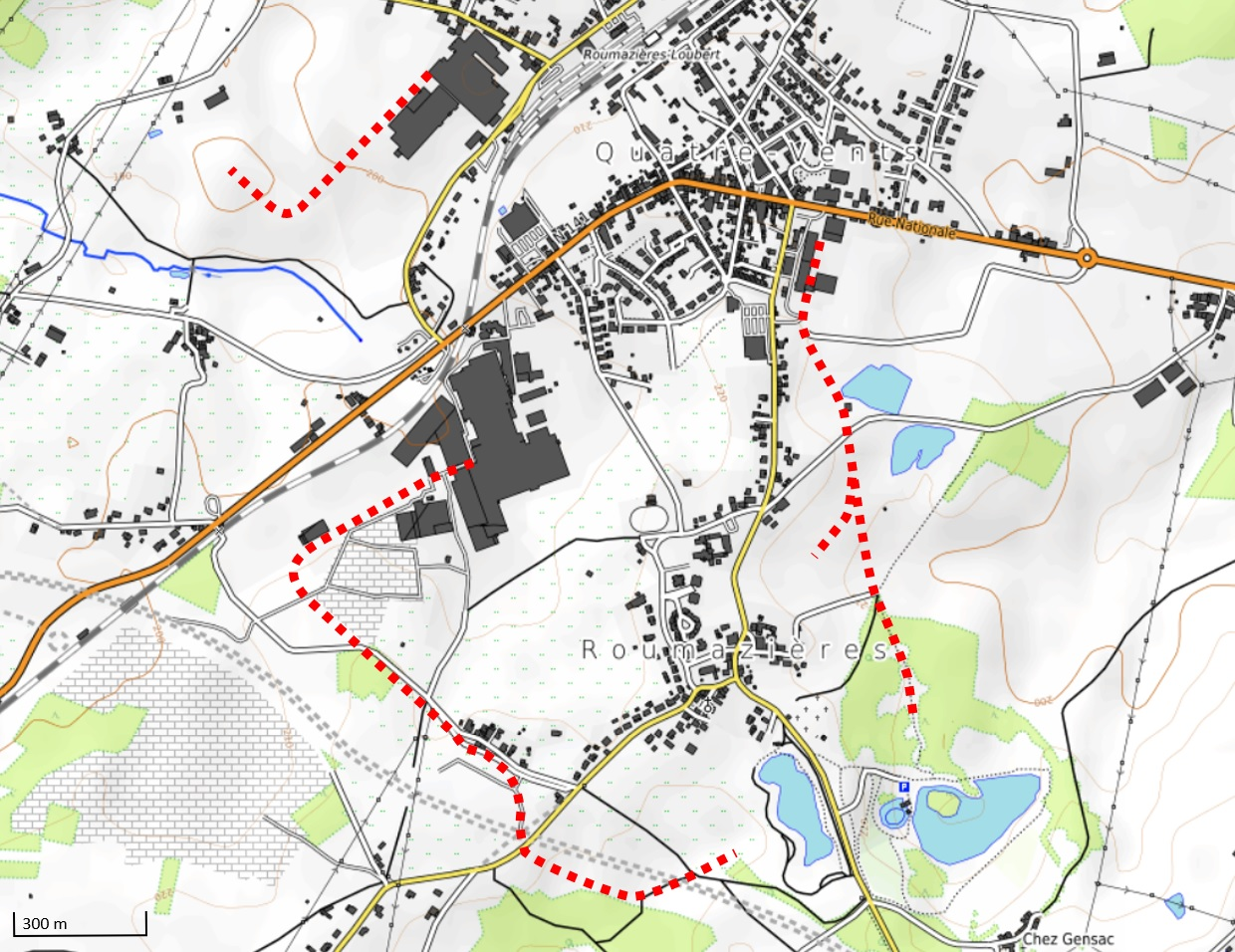
Trois chemins de fer système Decauville de la tuilerie,,,

Pendant la première moitié du XXe siècle, la gare, située en fait sur l'ancienne commune de Loubert-Madieu, était une des plus importantes de la ligne Angoulême-Limoges, car elle était située au départ des lignes vers Ruffec et Confolens-Le Vigeant, ainsi que de la petite ligne ferroviaire d'intérêt local à voie métrique des Chemins de fer économiques des Charentes allant vers Angoulême par Montbron appelée le Petit Mairat. La gare possédait ainsi un buffet.

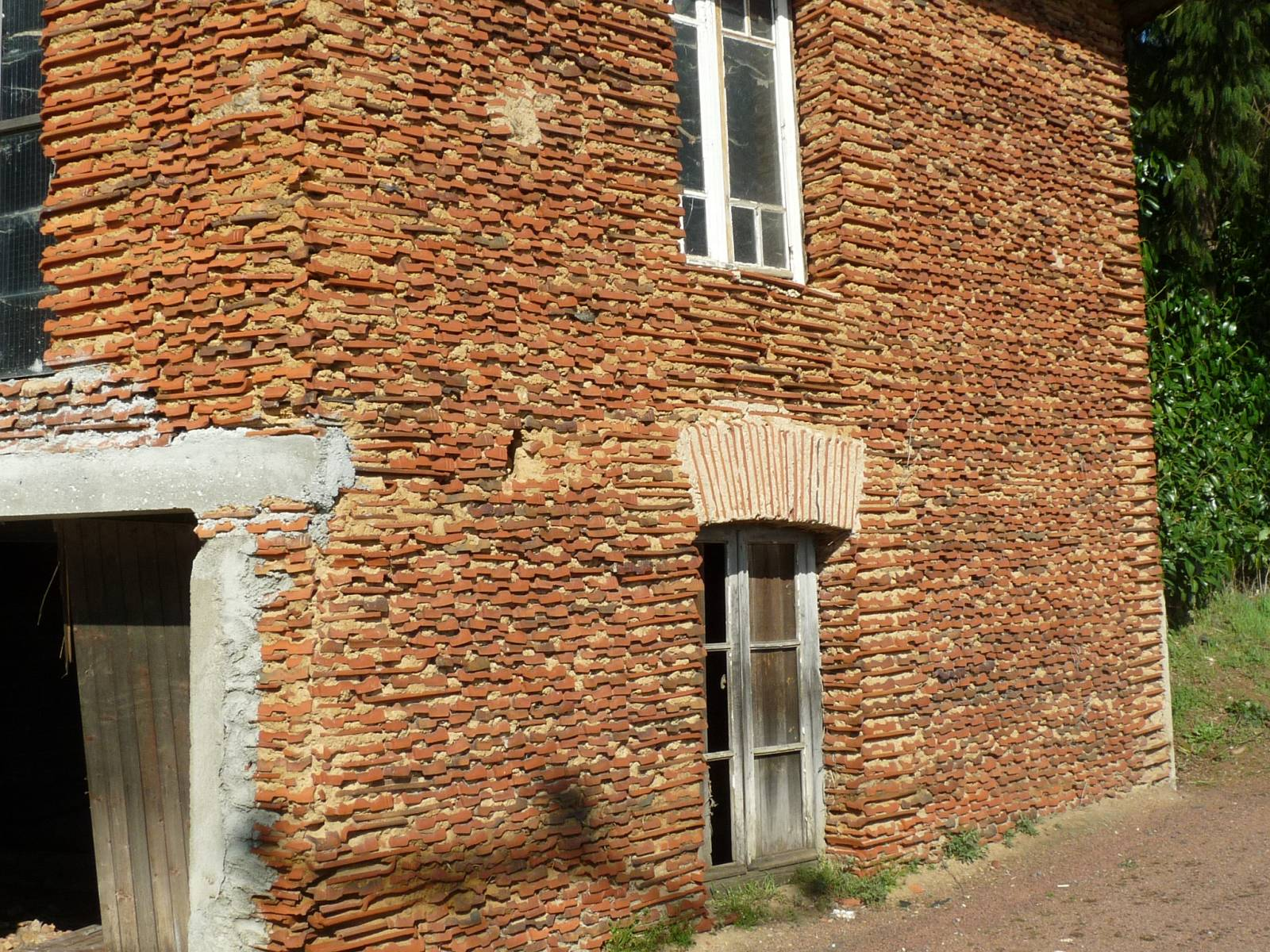
Maison en tuiles

Les tuileries marquent l'histoire de Roumazières et Loubert-Madieu. Lors de la construction de la voie ferrée Angoulême-Limoges en 1875, on a trouvé d'importants gisements d'argile en plus de ceux déjà existants, et plusieurs tuileries briqueteries ont vu le jour à peu près simultanément à partir de la fin du XIXe siècle. L'arrivée du chemin de fer a permis aussi d'acheminer le charbon nécessaire aux fours, et Roumazières-Loubert est devenu un des centres les plus industriels,.
Le 1er janvier 2019, elle fusionne avec Genouillac, Mazières, La Péruse et Suris pour former la commune nouvelle de Terres-de-Haute-Charente dont la création est actée par un arrêté préfectoral du 28 septembre 2018.

#### GTR (Grande Tuilerie de Roumazières)

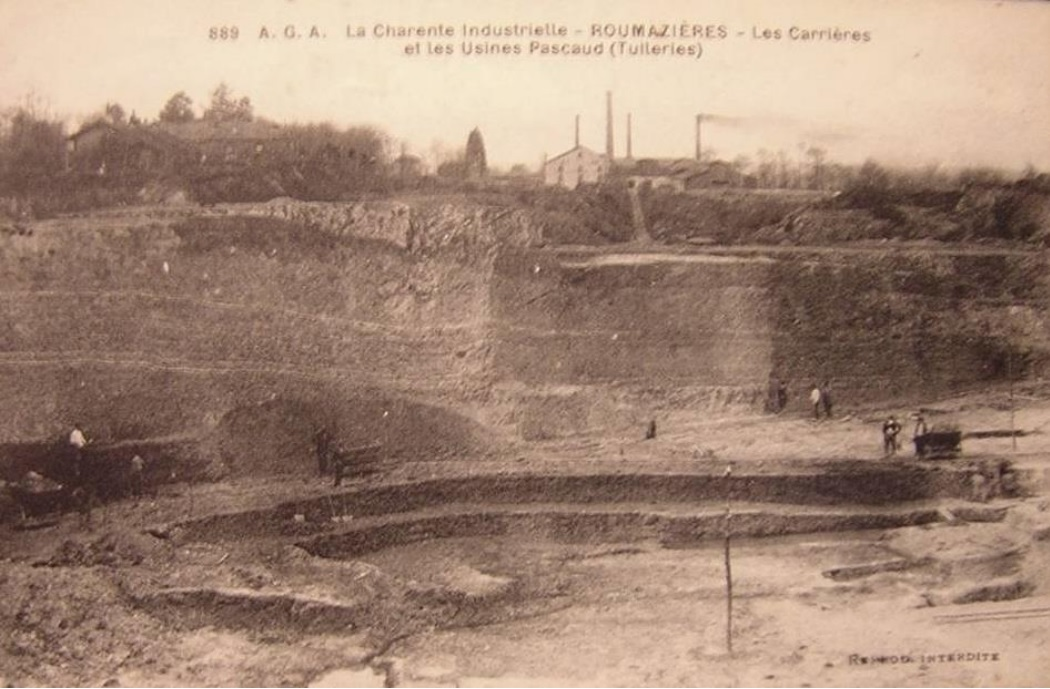
Les Carrieres et les Usinses Pascaud (Tuilleries)

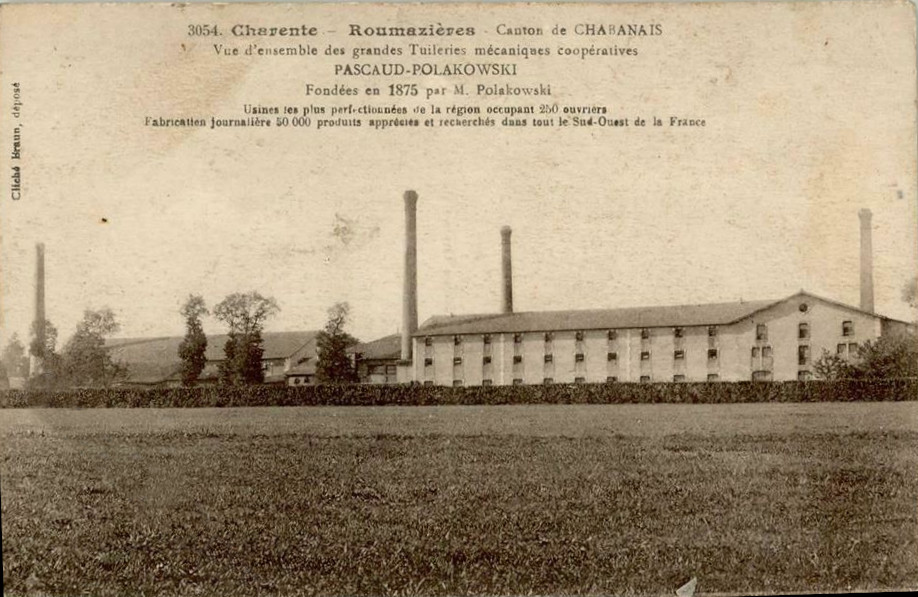
Vue d'ensemle des grandes Tuilleries mechaniques cooperatives Pascaud-Polakowski

Victor Adolphe Simon exploite une tuilerie artisanale aux Betouilles (tuiles et chaux) et une poterie (aux Quatre-Vents). En 1875, il crée la 1re tuilerie mécanique (industrielle) avec un four perfectionné par lui (four Simon) : les Grandes Tuileries Mécaniques de Roumazières, A. Simon et Cie. En 1878, il obtient la médaille d'or à l'exposition universelle de Paris.
Eugène Ignace François Polakowski, ingénieur des Arts et Manufactures, conseiller technique à la construction de la voie ferrée Angoulême-Limoges, découvre lors de la construction de la plateforme de la gare de Roumazières vers 1875 des gisements d'argile téguline. En 1884, il démissionne de la Compagnie des chemins de fer Paris-Orléans et rejoint Simon, son beau-père, pour fonder la Société des Grandes Tuileries Mécaniques de Roumazières et des Charentes, Adolphe Simon & Eugène Polakowski et Cie, qui a eu pour directeurs : Aimé Voche, Joseph Voche, Louis Rohmer.
En 1889 l'entreprise change de nom et devient les Grandes Tuileries de Roumazières Eugène Polakowski et Cie (GTR). En 1913, Eugène Polakowski décède et son gendre Édouard Pascaud, maire de Chasseneuil et député de Confolens, prend la relève. La GTR devient Grandes Tuileries Mécaniques Coopératives de Roumazières et des Charentes, Pascaud-Polakowski et Cie. Après plusieurs déboires (faillites), la tuilerie devient en 1935 la GTR, Grandes Tuileries de Roumazières.
En 1973, l'usine est modernisée et en 1974, elle se rapproche de la CMPR et 200 employés y travaillent alors.

Elle ferme en 1986,.

#### TBF (Tuilerie briqueterie française)
En 1907, l'abbé Joseph Marcellin, curé de Roumazières, fonde avec le capital des paroissiens la société anonyme Tuilerie Coopérative Française.
En 1933, la tuilerie est détruite par un incendie. En 1945, Pierre Maury-Laribière la reconstruit, et la renomme TBF, Tuilerie, Briqueterie Française, et son fils Michel en devient directeur.
Elle est modernisée, d'abord en 1961 en passant du charbon au fioul comme combustible, puis en 1968 au gaz de Lacq. En 1978, elle compte 300 employés,.
En 1988, TBF rachète les Tuiles Lambert (parisienne, créée en 1909), et en 1991 est créée IT (Industrielle de Tuiles) avec Tuiles Lambert et TBL Guiraud (Tuileries Briqueteries du Lauragais, Guiraud frères, créée en 1855). En 1996, TBF/IT passe au groupe Saint-Gobain puis est fusionné en 2002 au groupe Terreal, qui devient indépendant de Saint-Gobain en 2003.
En 2009, l'usine compte 525 employés. Le produit reste célèbre sous le nom de « Tuile romane TBF ».
En 2012, l'usine compte 520 employés. Les autres sites de Terreal sont Chasseneuil, Toulouse et en Bourgogne. Le groupe, appartenant à LBO France depuis 2005, occupe en France 1 800 employés dans 17 usines.

#### SGT (Société des Grandes Tuileries) CMPR
En 1897, Henri Sazerac (maire de La Rochefoucauld et directeur de la tuilerie de Péruzet), fonde une autre tuilerie, à Loubert, au quartier des Renaudies : Henri Sazerac et Cie.
En 1898, Aimé Voche et Louis Rohmer, deux beaux-frères d'Eugène Polakowski, s'associent et nomment la Société des grandes tuileries, briqueteries et produits céramiques de Loubert, Henri Sazerac, Aimé Voche et Cie.
Puis elle devient en 1920 les Grandes tuileries et briqueteries Louis Rohmer. En 1957, c'est Guy Rohmer qui en prend la suite.
En 1963, la Grande tuilerie mécanique Perrusson (GTMP), tuilerie de Fontafie située à 3 km, s'associe avec les Grandes tuileries et briqueteries. La GTB devient alors la Sodima (Société de Diffusion de Matériaux), puis la Céramique du Midi Perrusson-Rohmer (CMPR) en 1968.

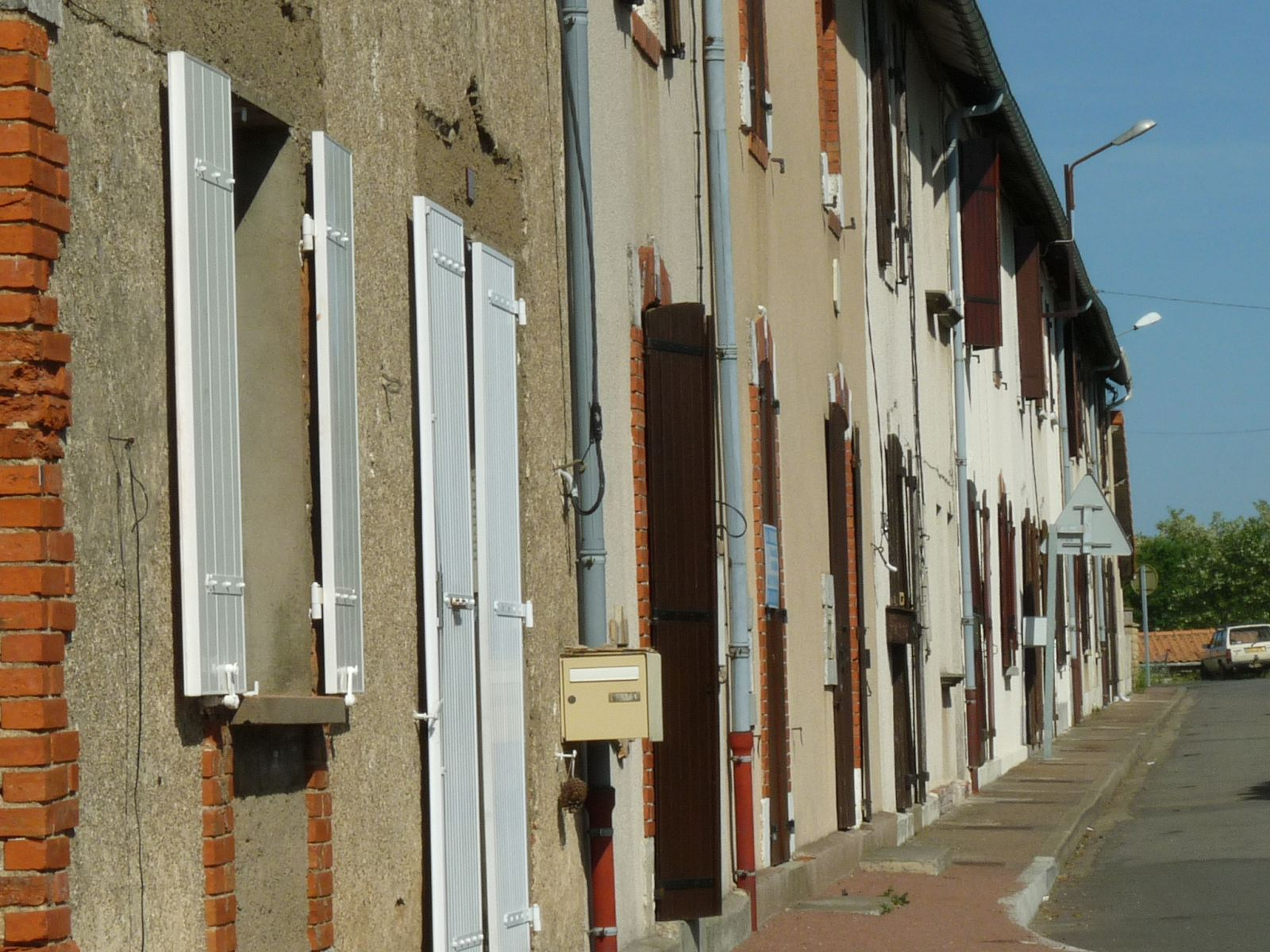
Maisons ouvrières

En 1970, l'usine est modernisée, en particulier grâce à l'utilisation du gaz de Lacq. En 1976, la CMPR rachète la GTR et devient ainsi le premier producteur de France. En 1970 et 1980, deux nouvelles unités sont construites à Loubert. Une tuile française sur trois est fabriquée à Roumazières.
En 1986, CMPR devient GFC (Générale Française de Céramique). La production est alors de 300 t par jour (9 000 tuiles),.
L'usine fait ensuite partie du groupe Lafarge et emploie 270 personnes. Ce groupe était aussi connu pour avoir racheté Redland en 1997.

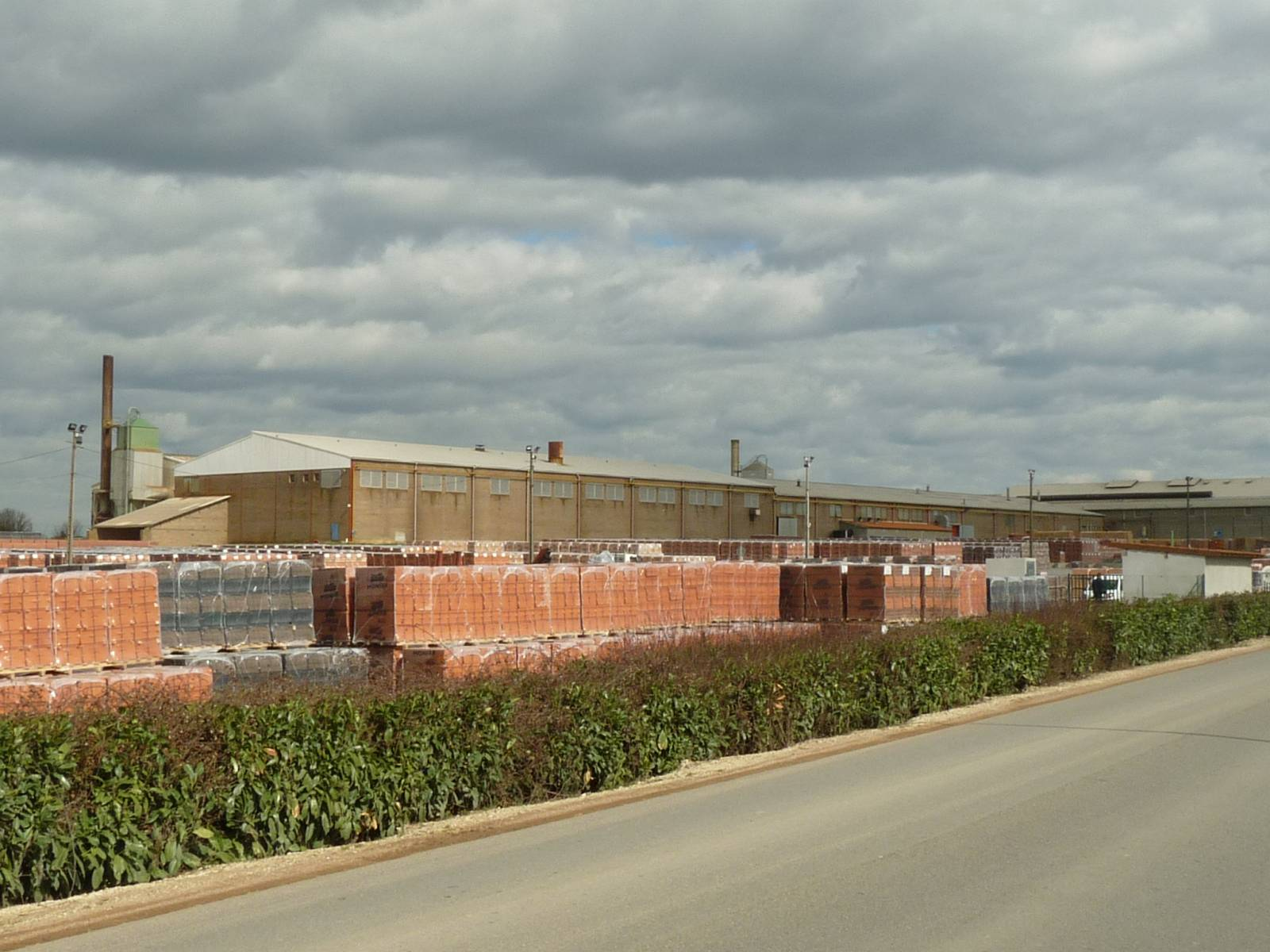
Tuilerie Monier, 2010

En 2008, Lafarge Couverture devient Monier SAS.
En 2012, Monier compte huit usines en France avec 900 employés, dont 190 à Roumazières.

### Regroupement de communes
En 1793, les communes de Roumazières, Laplaud, Loubert, Le Petit-Madieu, Chantrezac sont créées à partir des paroisses.
En 1845, les anciennes communes de Laplaud et du Petit-Madieu ont été rattachées à Loubert, qui s'est appelée Loubert-Madieu en 1961.
En 1970, Loubert-Madieu et Chantrezac ont fusionné avec la commune de Roumazières pour former la nouvelle commune de Roumazières-Loubert.

## Politique et administration

### Rattachements administratifs
Jusqu'à 2014, Roumazières-Loubert faisait partie du canton de Saint-Claud. À la suite de la loi du 17 mai 2013 du redécoupage des cantons français, ce canton a été rattaché au nouveau canton de Charente-Bonnieure lors des élections départementales de 2015.

### Liste des maires
| Période                                  | Période   | Identité           | Étiquette | Qualité          |
| ---------------------------------------- | --------- | ------------------ | --------- | ---------------- |
| Les données manquantes sont à compléter. |           |                    |           |                  |
| 1977                                     | 1995      | Jean Rioux         |           |                  |
| Les données manquantes sont à compléter. |           |                    |           |                  |
| 2003                                     | mars 2008 | Yvette Heubert     | DVG       |                  |
| mars 2008                                | 2020      | Jean-Michel Dufaud | DVG       | Cadre commercial |
| 2020                                     | En cours  | Agnès Roulon       |           |                  |

### Intercommunalité
La commune fait partie de la communauté de communes de Haute-Charente qui regroupe 35 communes et dont le siège est à Roumazières.

## Démographie

### Évolution démographique
L'évolution du nombre d'habitants est connue à travers les recensements de la population effectués dans la commune depuis 1793. Pour les communes de moins de 10 000 habitants, une enquête de recensement portant sur toute la population est réalisée tous les cinq ans, les populations de référence des années intermédiaires étant quant à elles estimées par interpolation ou extrapolation. Pour la commune, le premier recensement exhaustif entrant dans le cadre du nouveau dispositif a été réalisé en 2005.

En 2016, la commune comptait 2 494 habitants, en évolution de −1,31 % par rapport à 2010 (Charente : −0,48 %, France hors Mayotte : +2,11 %).
| 1793 | 1800 | 1806 | 1821 | 1831 | 1841 | 1846 | 1851 | 1856 |
| ---- | ---- | ---- | ---- | ---- | ---- | ---- | ---- | ---- |
| 595  | 132  | 132  | 144  | 141  | 631  | 638  | 649  | 630  |

| 1861 | 1866 | 1872 | 1876 | 1881 | 1886 | 1891 | 1896 | 1901 |
| ---- | ---- | ---- | ---- | ---- | ---- | ---- | ---- | ---- |
| 583  | 580  | 572  | 617  | 757  | 844  | 799  | 771  | 930  |

| 1906  | 1911  | 1921  | 1926  | 1931  | 1936  | 1946  | 1954  | 1962  |
| ----- | ----- | ----- | ----- | ----- | ----- | ----- | ----- | ----- |
| 1 155 | 1 554 | 1 519 | 1 667 | 1 672 | 1 572 | 1 413 | 1 525 | 1 551 |

| 1968  | 1975  | 1982  | 1990  | 1999  | 2005  | 2006  | 2010  | 2015  |
| ----- | ----- | ----- | ----- | ----- | ----- | ----- | ----- | ----- |
| 1 596 | 3 146 | 3 007 | 3 002 | 2 781 | 2 616 | 2 601 | 2 527 | 2 494 |

| 2016  | - | - | - | - | - | - | - | - |
| ----- | - | - | - | - | - | - | - | - |
| 2 494 | - | - | - | - | - | - | - | - |

### Pyramide des âges
| Hommes | Classe d’âge | Femmes |
| ------ | ------------ | ------ |
| 0,8    | 90 ans ou +  | 2,6    |
| 8,6    | 75 à 89 ans  | 14,2   |
| 17,4   | 60 à 74 ans  | 17,3   |
| 23,2   | 45 à 59 ans  | 21,9   |
| 19,3   | 30 à 44 ans  | 17,6   |
| 16,2   | 15 à 29 ans  | 13,1   |
| 14,4   | 0 à 14 ans   | 13,4   |

| Hommes | Classe d’âge | Femmes |
| ------ | ------------ | ------ |
| 0,5    | 90 ans ou +  | 1,6    |
| 8,2    | 75 à 89 ans  | 11,8   |
| 15,2   | 60 à 74 ans  | 15,8   |
| 22,3   | 45 à 59 ans  | 21,5   |
| 20,0   | 30 à 44 ans  | 19,2   |
| 16,7   | 15 à 29 ans  | 14,7   |
| 17,1   | 0 à 14 ans   | 15,4   |

### Remarques
En 1970, la commune de Roumazières a absorbé Loubert-Madieu et Chantrezac pour former Roumazières-Loubert.

## Économie

### Industrie
- La tuilerie Terreal/TBF, située au sud de la voie ferrée, est le plus grand centre de production tuilier d'Europe, et la plus importante du groupe Terreal. Elle produit 100 000 000 tuiles par an (400 000 t). Elle exploite quatre carrières à ciel ouvert dans un rayon de 15 km avec six types d'argile et emploie 572 personnes[1].
- La tuilerie briqueterie CMPR, située au nord de la voie ferrée, qui fait partie du groupe Monier (anciennement Lafarge), emploie 272 personnes et produit 200 000 t de tuiles par an[43]. Elle est le siège de la direction régionale pour l'Aquitaine et le Centre-Ouest[44].

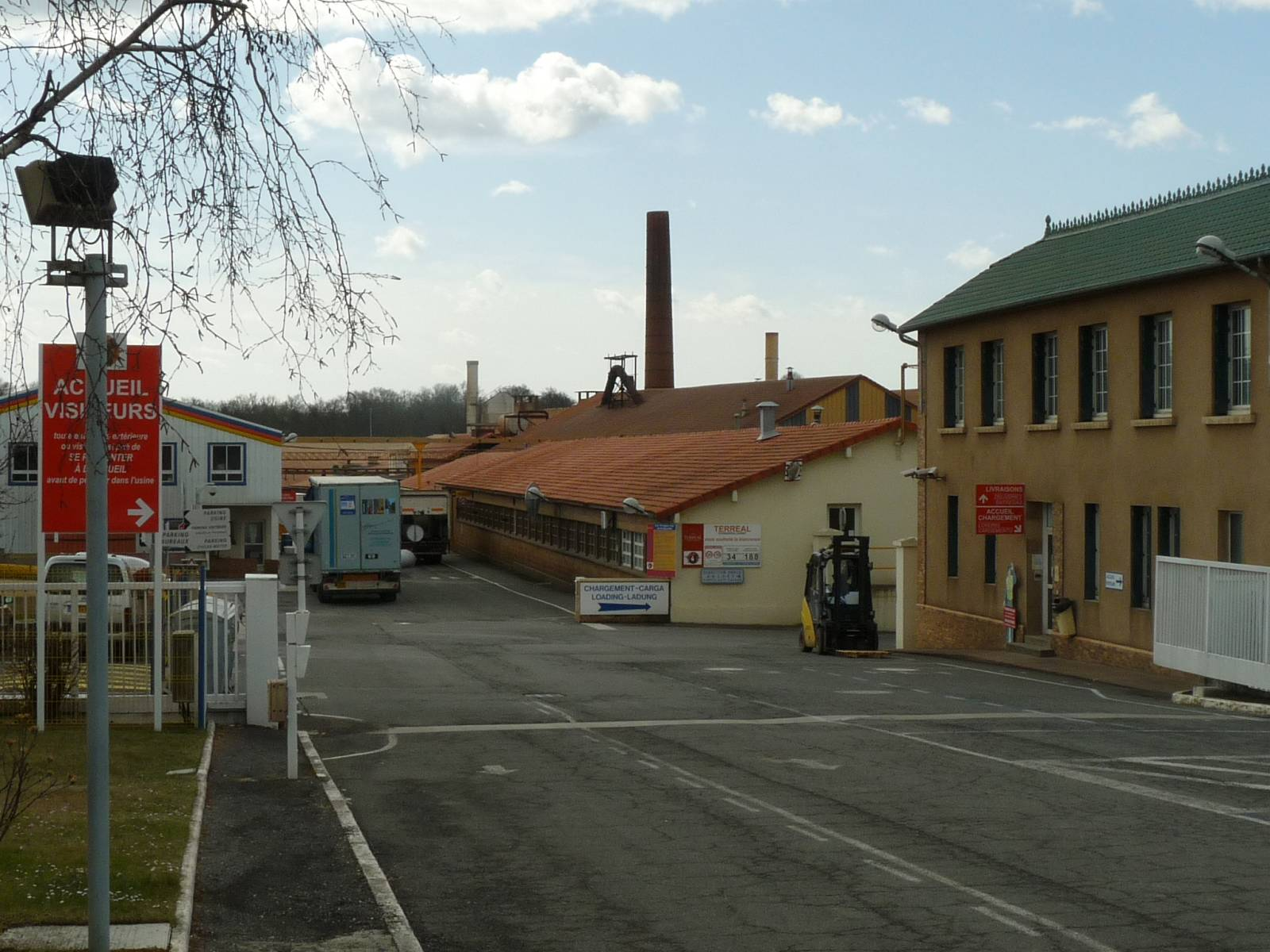
Entrée de l'usine Terreal.
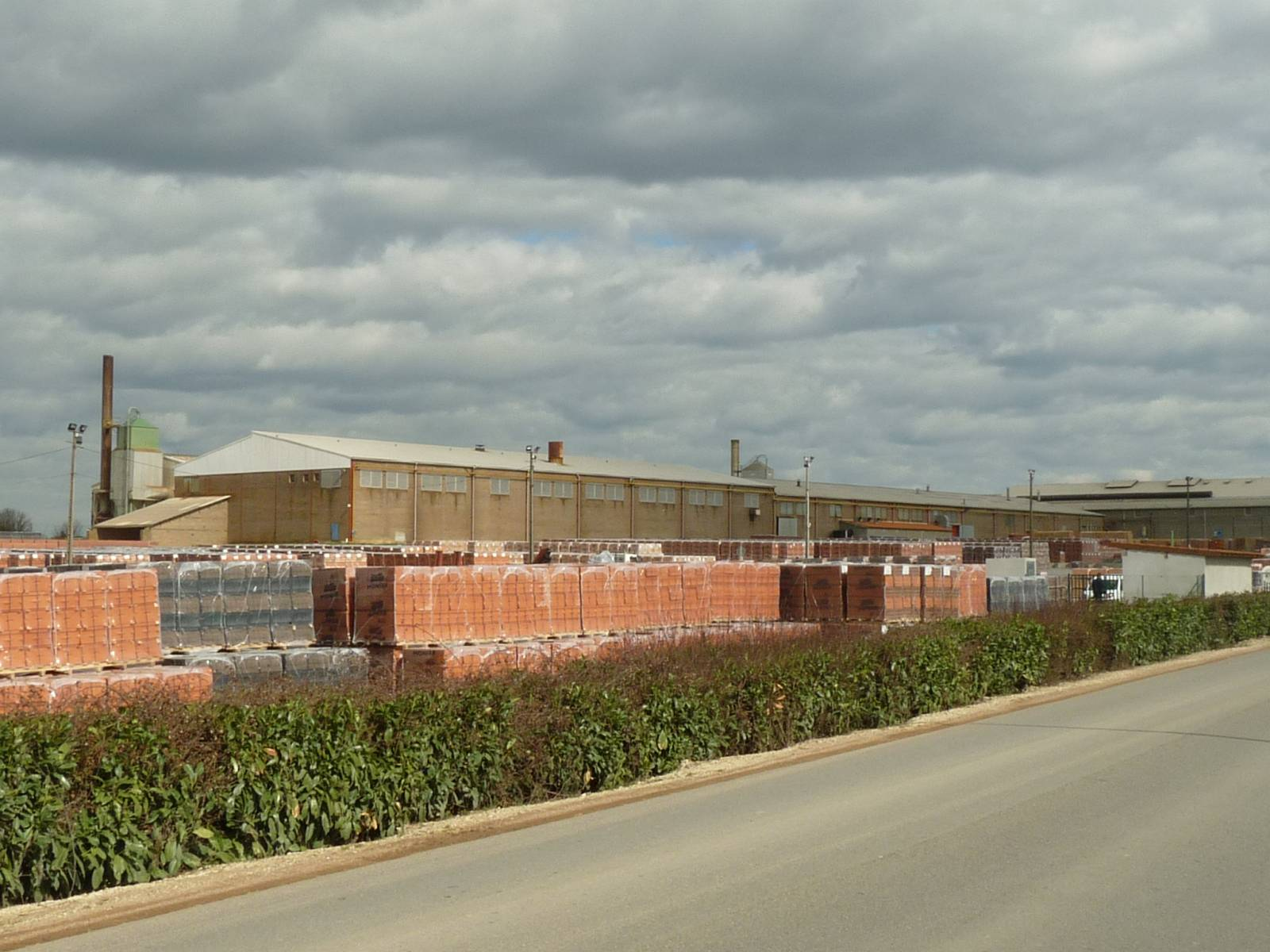
La tuilerie Monier, anciennement CMPR, vue de la rue du 8-mai-45.

## Équipements, services et vie locale

### Enseignement
- Le collège d'enseignement secondaire Jean-Michaud accueille les élèves de la 6e à la 3e. En 2011, il compte 175 élèves répartis dans huit classes[45],[46].
- école élémentaire Jean-Everhard : 8 classes, dont une CLIS
- école maternelle les Grillons[47].

### Sports et loisirs

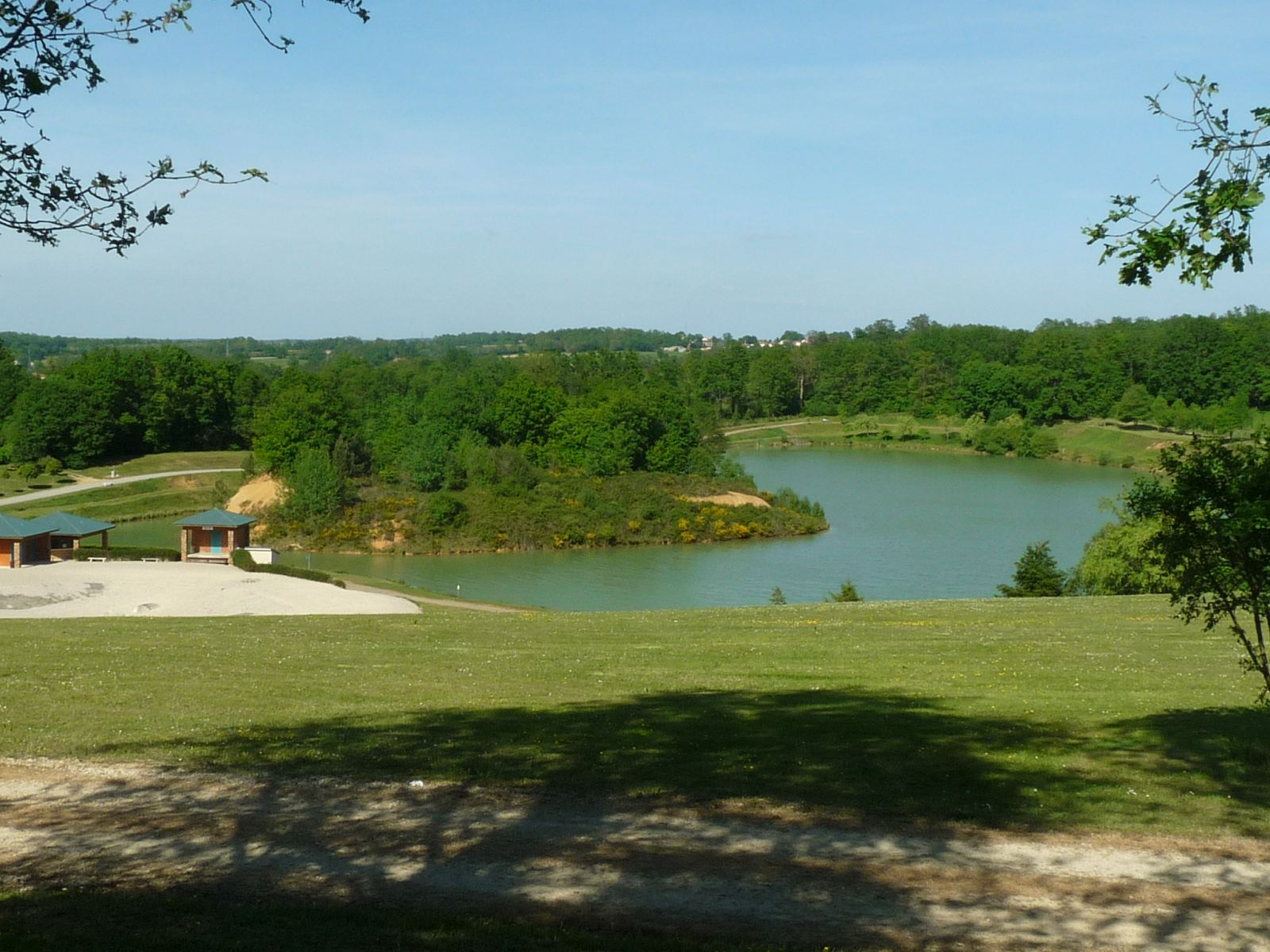
La base de loisirs

- Une base de loisirs avec étangs a été aménagée à partir des anciennes carrières d'argile, au sud du bourg de Roumazières, sur la crête séparant la vallée de la Charente à l'est et les sources de la Bonnieure à l'ouest.
- La gare de Roumazières-Loubert est l'un des points de départ du vélo-rail de Charente-Limousine. La gare vélo-rail se situe en prolongement des voies SNCF, sur la route de Manot. Cette portion de voie est exploitée par l'association du Chemin de Fer Charente-Limousine[48].

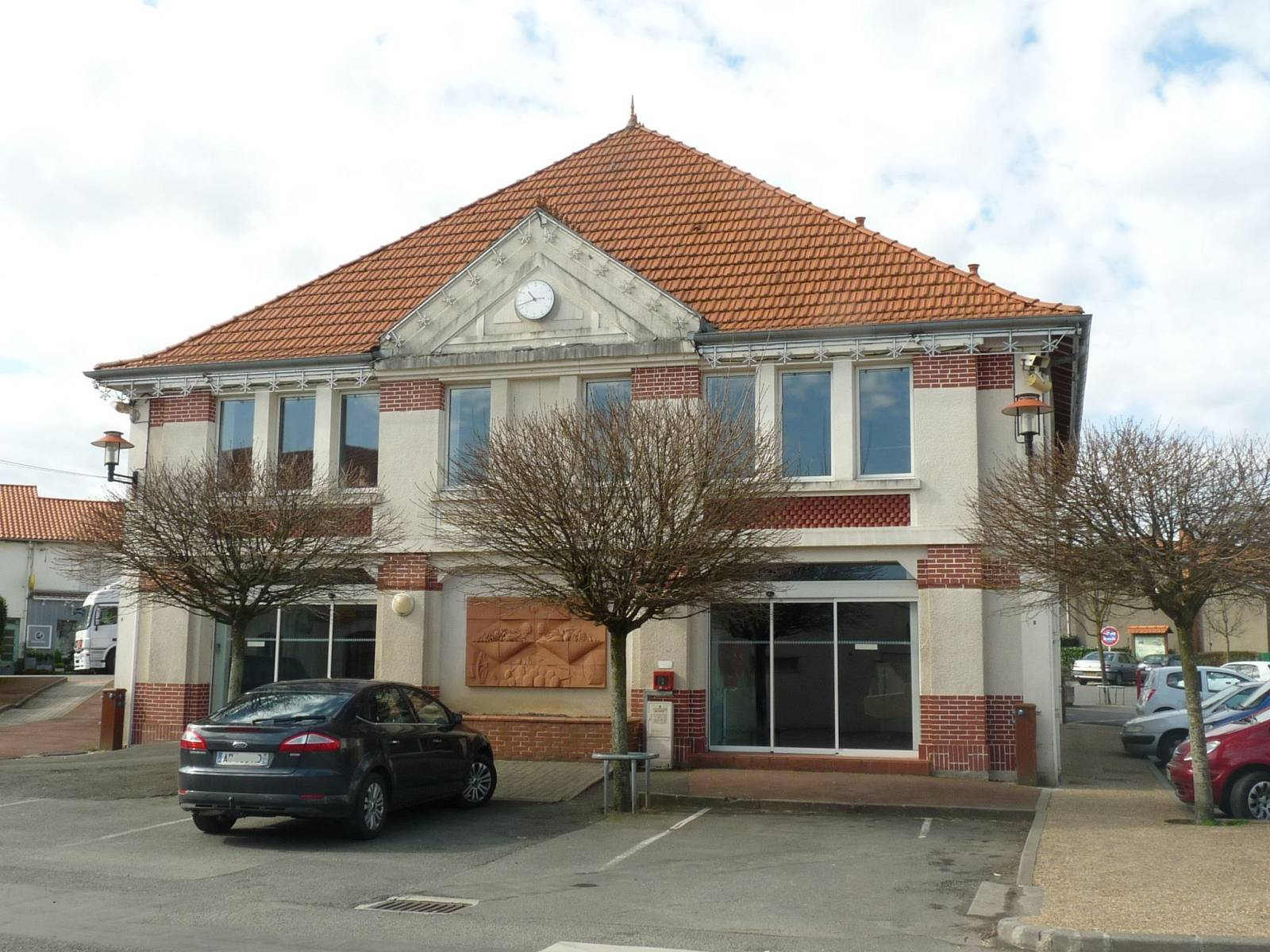
Le marché couvert
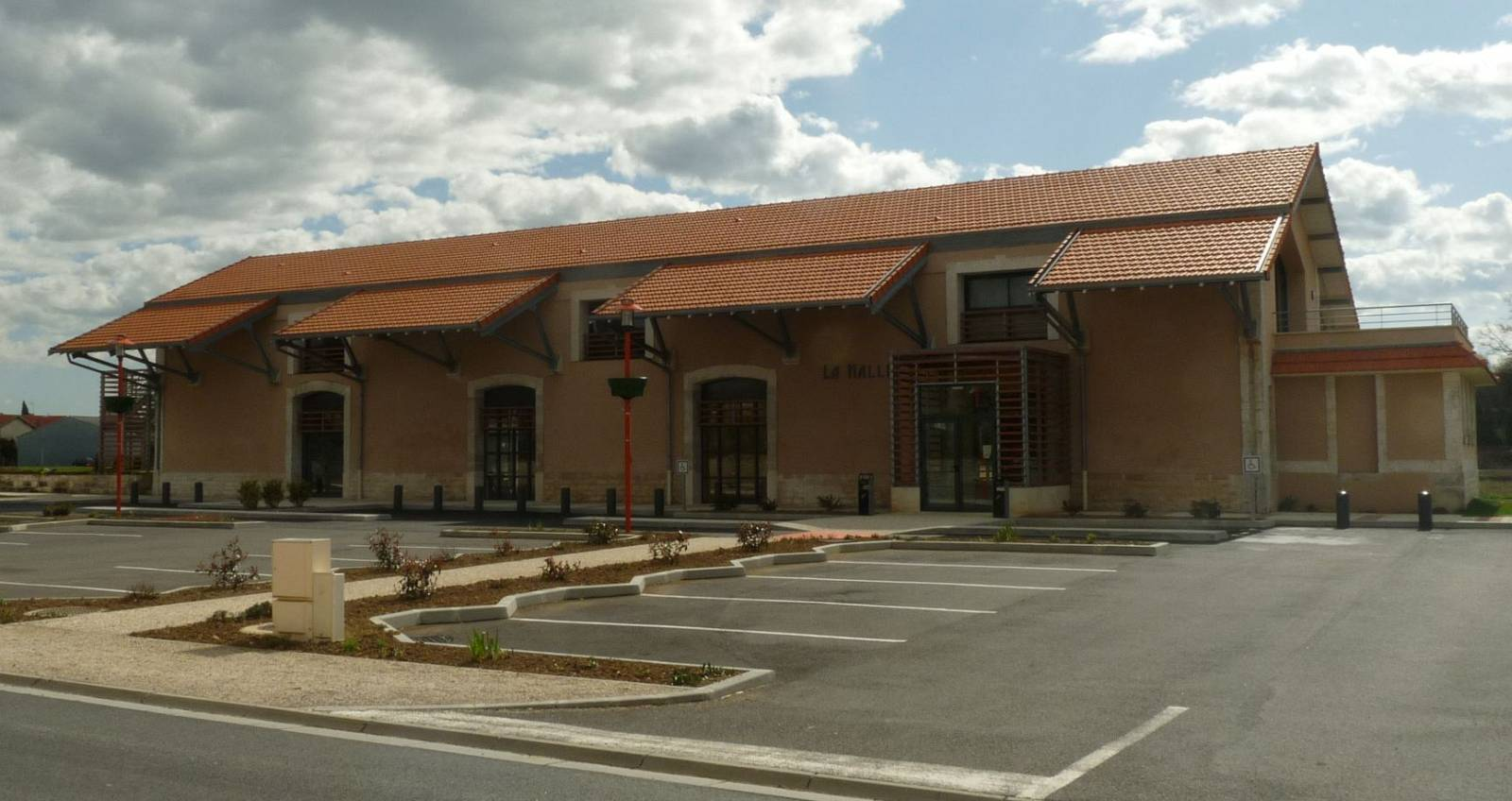
Salle communale
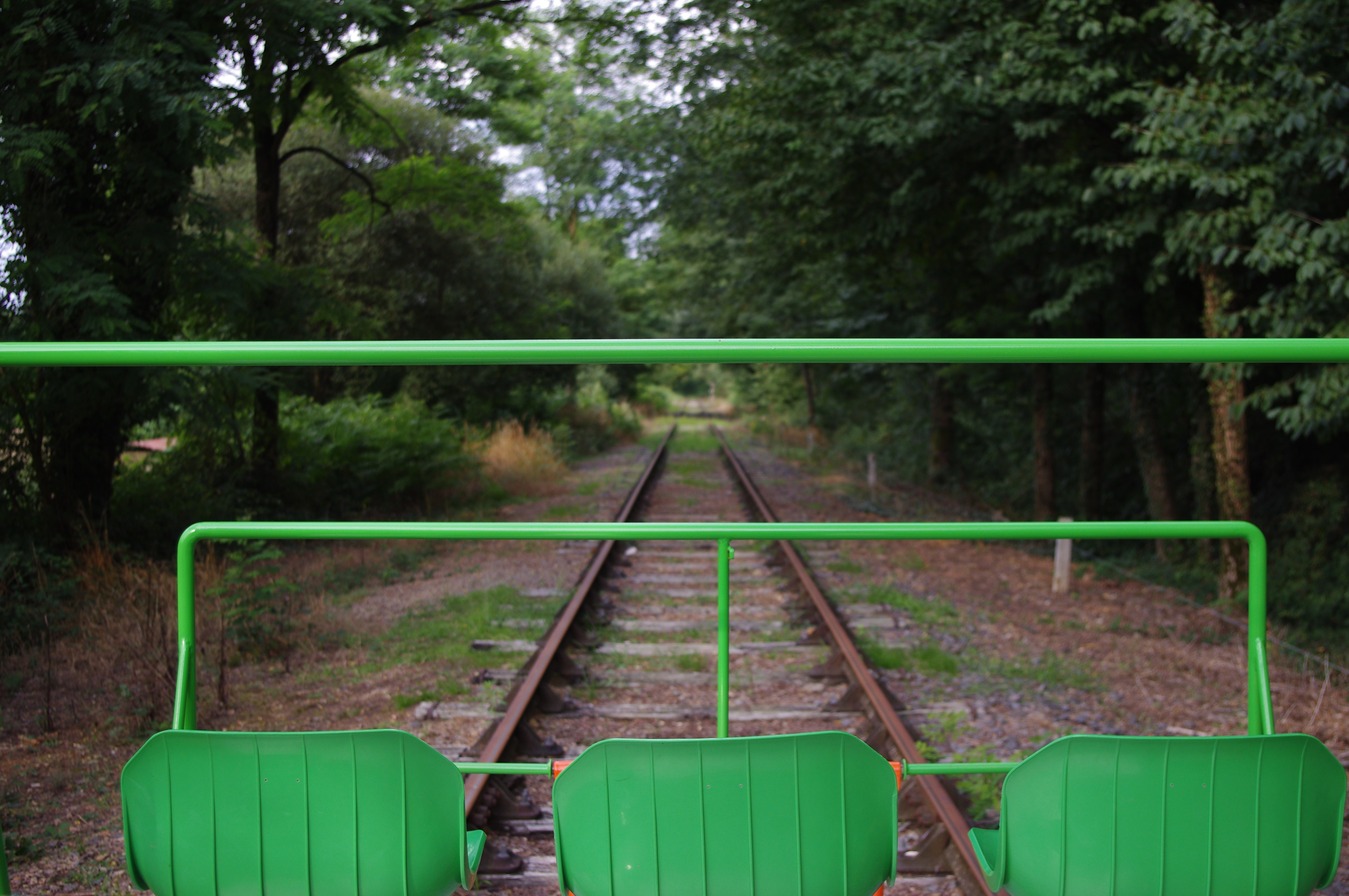
Un vélorail au départ de Roumazières

## Lieux et monuments

### Patrimoine civil
- Le château de Peyras, très remanié, conserve une aile et une tour d'angle tronconique du XVe siècle.
- Le château de Chambes.

### Patrimoine religieux
- Église Saint-Jean-Baptiste de Loubert
- Église Saint-Martial de Chantrezac
- Église Saint-Christophe de Roumazières
- Chapelle Sainte-Croix du Petit-Madieu : avec le Grand-Madieu et le Chambon, elle a fait partie d'une importante commanderie
- Chapelle de Laplaud
- Chapelle Notre-Dame de l'Espérance

Les églises de la commune
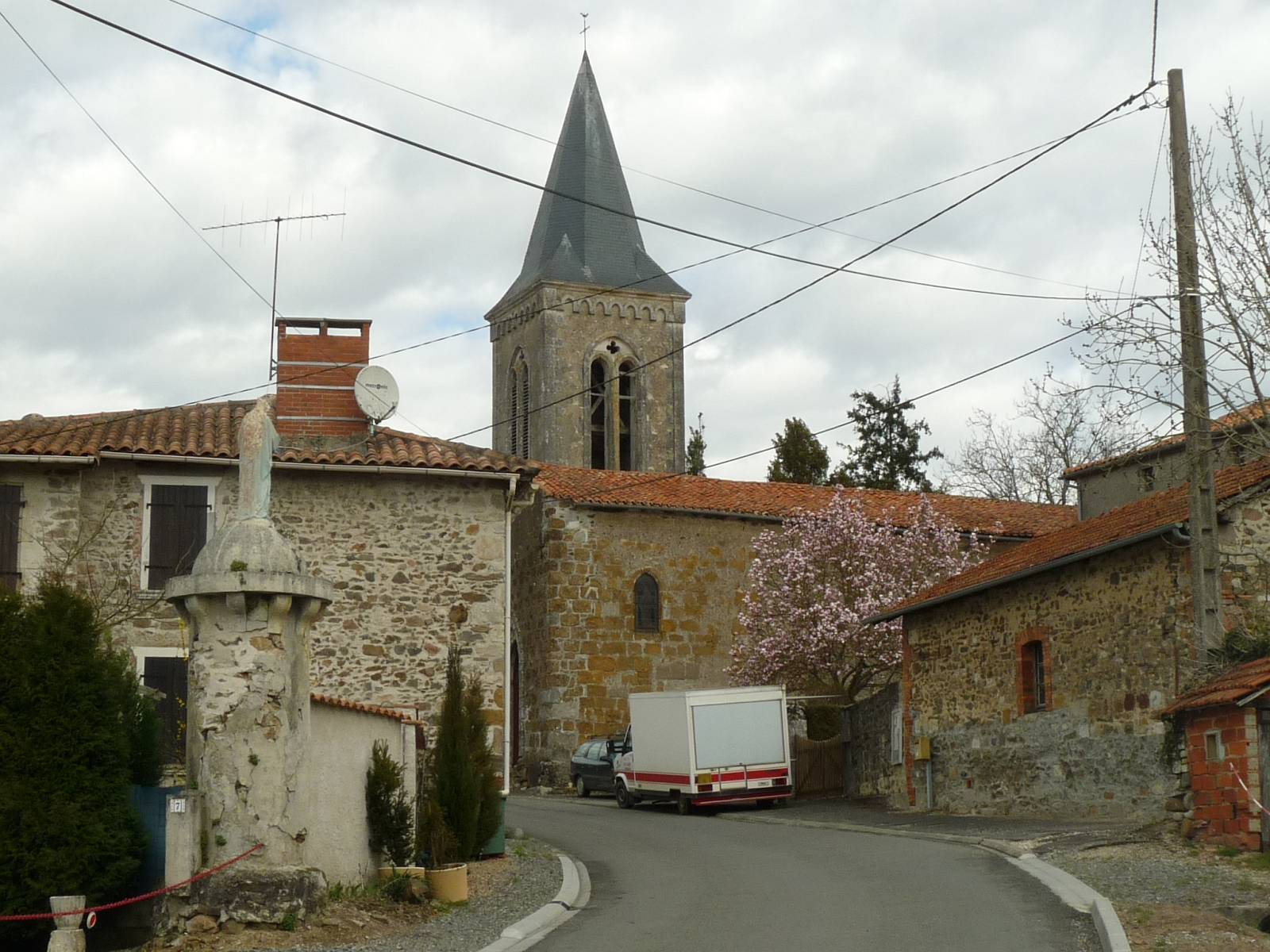
L'église de Loubert
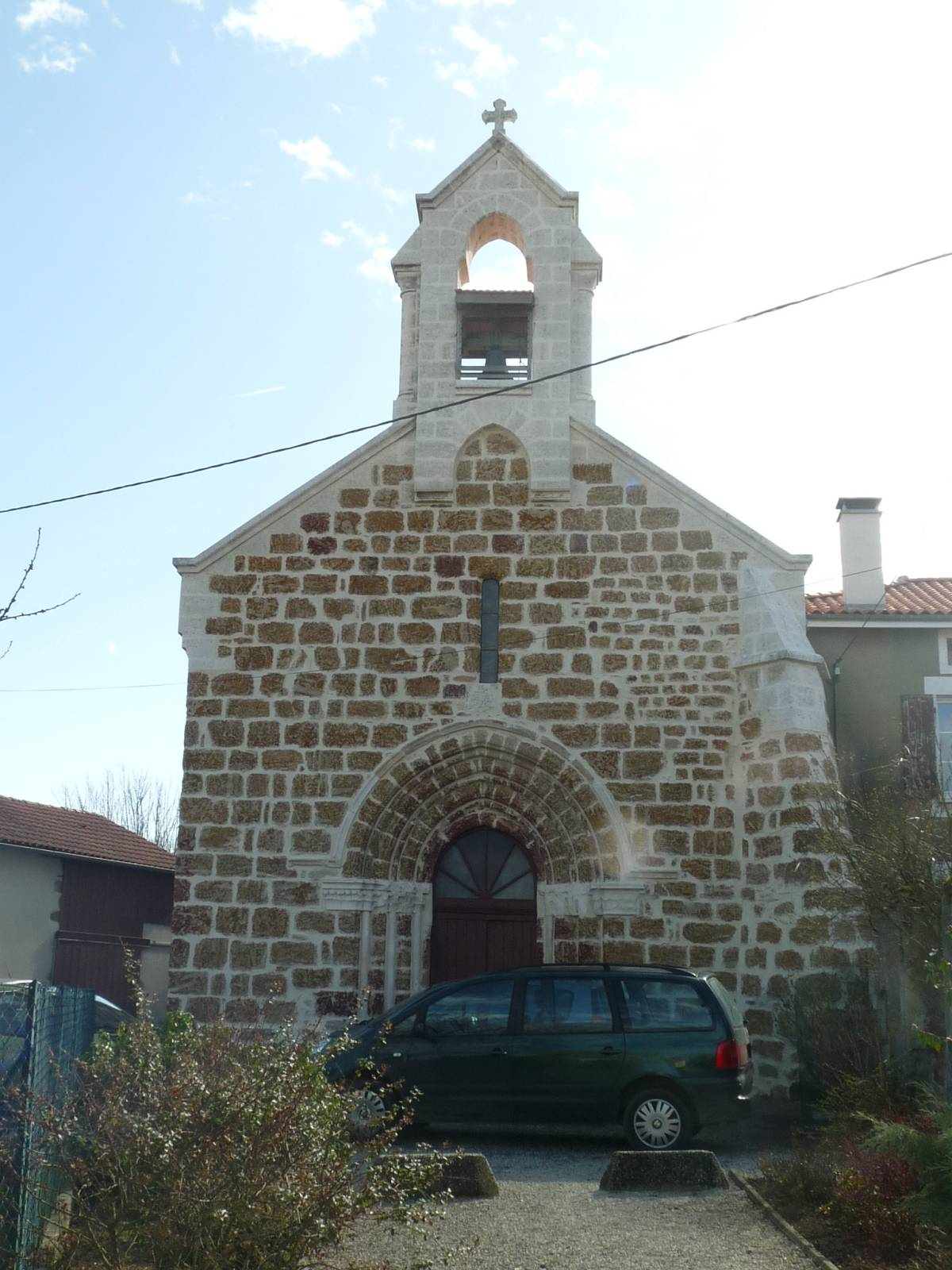
La chapelle de Roumazières
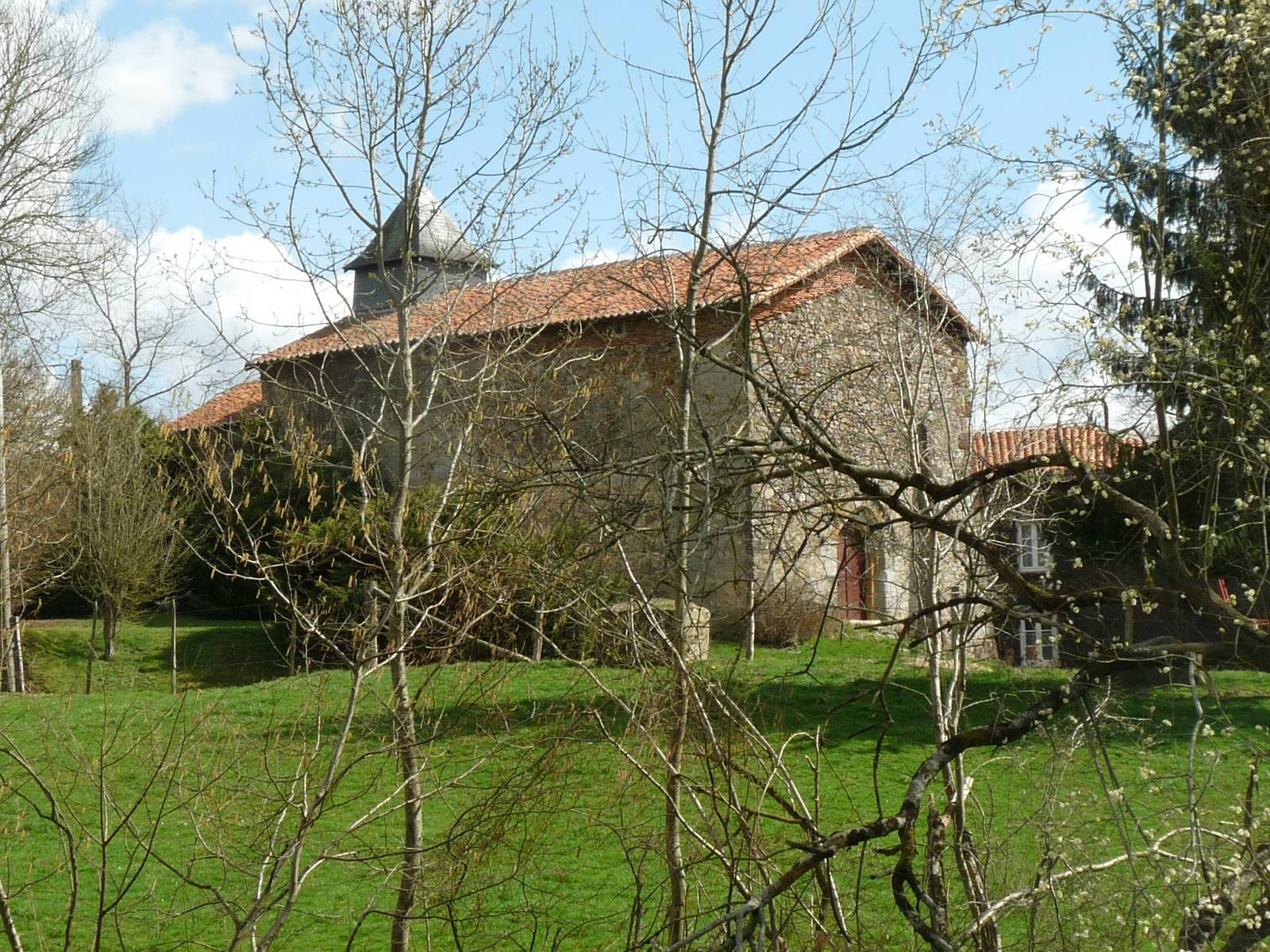
La chapelle de Laplaud
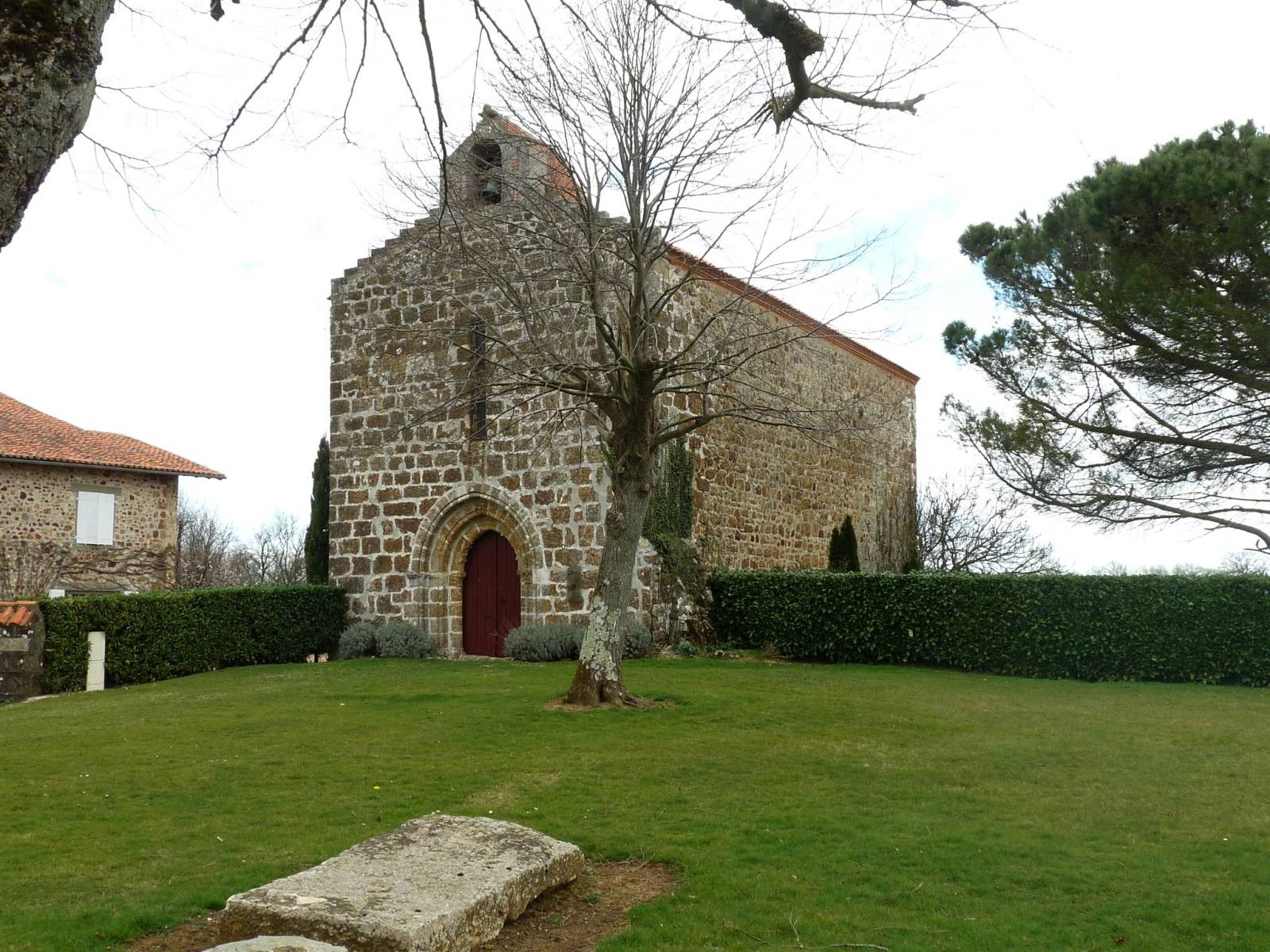
Le Petit-Madieu
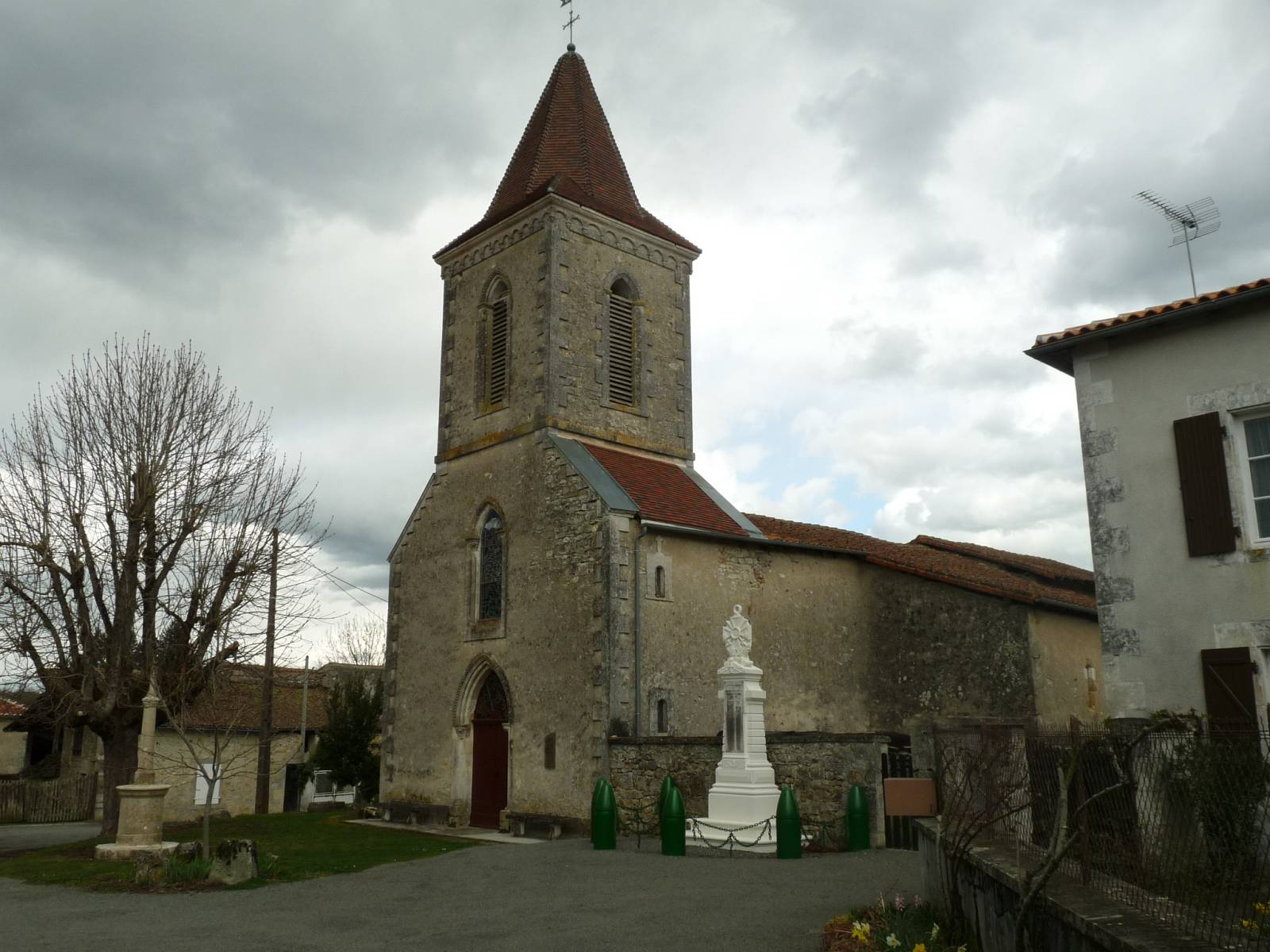
L'église de Chantrezac

## Personnalités liées à la commune
- Michel Maury-Laribière, PDG de TBF et homme politique français
- Bernard Pras, artiste plasticien, né à Roumazières
- Yves Lecoq, propriétaire du château de Chambes
- Mgr Jacques Blaquart, nommé évêque d'Orléans le 27 juillet 2010, né à Roumazières
- Bernard Blaquart, son frère, entraîneur de football, né à Roumazières
- François Blaquart, leur frère, entraîneur et ancien directeur technique national de la Fédération française de football, né à Roumazières

(voir aussi Catégorie:Naissance à Roumazières-Loubert)

## Héraldique
| Blason | Blasonnement : D'argent à deux lions passants de sable posés l'un sur l'autre, au chef d'azur semé de fleurs de lys d'or, au chevron de gueules brochant sur le tout. |